# ایوت هیگینز
ایوت هیگینز (انگلیسی: Yvette Higgins؛ زادهٔ ۵ ژانویه ۱۹۷۸) بازیکن زن واترپلو اهل استرالیا بود.
وی در مسابقات کشوری و بین‌المللی در مجموع برندهٔ ۲ مدال طلا شده‌است.